# Храм Юноны Регины (Авентин)

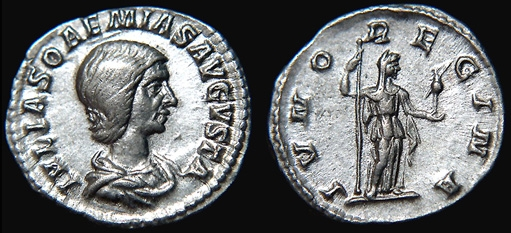
Динарий с изображением Юноны Регины («Царицы»)

Храм Юноны Регины (лат. Templum Iunonis reginae или aedes Iunonis reginae) ― ныне утраченное древнеримское культовое сооружение в честь богини Юноны, располагавшееся на Авентинском холме в Риме. 
Римский государственный деятель и военачальник Марк Фурий Камилл дал торжественную клятву построить храм богине Юноне Регине незадолго перед взятием этрусского города Вейи в 396 году до н.э. Марк Камилл пообещал богине прекрасный храм и великие почести в надежде, что она позволит римлянам покорить город, покровительницей которого она считалась. Камилл привёз с собой Рим из Вейи ксоан ― взятую в качестве трофея деревянную статую Юноны, и поместил её в нововозведённый храм, который он освятил 1 сентября 392 года до н.э.
Известно, что храм Юноны Регины в последний раз был реконструирован во время правления императора Октавиана Августа, однако после этого он больше не упоминался в каких-либо исторических источниках. Археологами были обнаружены две надписи возле базилики Санта-Сабины, которые свидетельствую о том, что храм Юноны Регины располагался на Публицевом склоне Авентинского холма.
На Марсовом поле на территории Портика Октавии во II веке до н.э. был возведён второй храм в честь Юноны Регины.